# L'allievo
L'allievo (Apt Pupil) è un film del 1998 diretto da Bryan Singer, tratto dal racconto Un ragazzo sveglio dalla raccolta di Stephen King Stagioni diverse.

## Trama
1984, Sud della California: il sedicenne Todd Bowden scopre casualmente che un suo anziano concittadino, Arthur Denker, è in realtà Kurt Dussander, un ex Sturmbannführer delle SS che si è dato alla latitanza. Todd nutre un contorto fascino per le atrocità naziste perpetrate durante la seconda guerra mondiale e quindi ricatta Dussander minacciando di consegnarlo alle autorità per costringerlo a raccontargli storie inquietanti sugli esperimenti e torture che eseguiva nei campi di sterminio e su come si sentiva nel partecipare all'Olocausto.
In un'occasione, Todd acquista un'uniforme delle SS da un negozio di costumi e costringe Dussander a indossarla ed eseguire alcuni passi di marcia. Il ragazzo, a causa di tutto il tempo che trascorre con il vecchio, comincia a trascurare la scuola e a prendere brutti voti che nasconde ai genitori. A questo punto è il nazista a ricattarlo, presentandosi alla sua scuola fingendo di essere suo nonno e costringendolo a studiare per ristabilire la media scolastica, oppure racconterà ai suoi genitori la verità e la sua passione per il nazismo e, nel caso Todd lo denunciasse, comprometterà il suo futuro svelando a tutti che non lo ha denunciato pur conoscendo la sua vera identità.
Parlare dei crimini di guerra da lui commessi fa riaffiorare in Dussander la follia omicida: dopo aver cercato di bruciare un gatto nel suo forno da ubriaco, una notte il vecchio scopre che un senzatetto lo ha visto con indosso l'uniforme nazista in casa, quindi lo invita in casa con un pretesto e lo pugnala ripetutamente, ma viene colto da un attacco cardiaco e chiama Todd per obbligarlo a farsi aiutare. Il ragazzo scopre che il barbone è ancora vivo e istintivamente lo finisce, dopodiché pulisce tutto prima di far venire i soccorsi per Dussander. All'ospedale, il nazista viene riconosciuto da un anziano ebreo sopravvissuto ai campi di sterminio ed è dichiarato in arresto. Al contempo, Todd si diploma come valedictorian e tiene il discorso di fine anno parlando di Icaro e come i più grandi successi dell'umanità nascano dal malcontento, mentre la polizia perquisisce la casa di Dussander e trova il cadavere del senzatetto nel seminterrato.
Todd viene brevemente interrogato dalla polizia riguardo al suo rapporto con Dussander, ma li convince di non essere stato a conoscenza della vera identità del vecchio. Dussander, all'ospedale, sta per essere dimesso e prelevato dalla polizia, ma si suicida procurandosi un'embolia gassosa. Edward French, il consigliere scolastico di Todd, alla cerimonia del diploma scopre che Dussander non era il nonno di Todd bensì un criminale nazista e va a casa del ragazzo per parlare con i suoi genitori. Todd lo intercetta e minaccia di accusarlo di averlo molestato sessualmente, costringendo l'uomo ad andarsene.

## Cast
Ian McKellen interpreta Kurt Dussander, un criminale di guerra nazista che si nasconde in America sotto lo pseudonimo di Arthur Denker. Lo sceneggiatore Brandon Boyce ha descritto Dussander come «un residuo fantasma della seconda guerra mondiale», non basato su alcuno specifico individuo realmente esistito. McKellen è stato attratto dal ruolo perché era rimasto colpito da I soliti sospetti di Singer e ha visto nel ruolo di Dussander «una parte interessante, corposa e difficile». Singer, che ha apprezzato McKellen nel film del 1995 Cold Comfort Farm di John Schlesinger, chiese all'attore di interpretare il ruolo. Originariamente la lingua del personaggio doveva essere «un tedesco molto stoico», ma Singer sentiva che la personalità complessa di McKellen poteva contribuire alla costruzione del personaggio. Il regista ha commentato, riguardo alla scelta di McKellen: «Ho sentito che se avessi potuto unire la sua complessità, la sua vivacità, allo stoico personaggio tedesco, avrei creato un personaggio che, sebbene malvagio, avrebbe suscitato più simpatia e sarebbe stato più piacevole da guardare per il pubblico».
Brad Renfro recita al fianco di McKellen nei panni di Todd Bowden, un sedicenne che scopre il passato criminale di Denker. L'attore è stato scelto da Singer fra un paio di centinaia di giovani che si presentarono ai provini; allora aveva 14 anni. Il regista spiegò che era «il più brillante, intenso e reale, capace di trasmettere un senso di vuoto essenziale per la fine del film». Renfro affermò che le persone intorno a lui erano preoccupate per il suo stato d'animo dal momento che interpretava un personaggio manipolatore, irritandolo in quanto voleva essere libero di lavorare. Riguardo a Todd, Renfro dichiarò di essere certo che non fosse mai stato puro, ma che avesse dentro di sé un vuoto che la scuola, gli amici e la famiglia non potevano riempire, trovandolo nelle atrocità naziste.
David Schwimmer interpreta Edward French, il consulente scolastico di Todd; in precedenza era stato preso in considerazione Kevin Pollak. Schwimmer era conosciuto per il suo ruolo comico nella serie televisiva Friends, ma Singer rimase colpito dalla performance dell'attore in una produzione teatrale drammatica di Los Angeles e decise di ingaggiarlo.

## Produzione
Il film è un adattamento del racconto L'allievo di Stephen King, appartenente alla raccolta Stagioni diverse. Quando fu pubblicata nel 1982, il produttore Richard Kobritz ottenne i diritti per farne un film; Kobritz si incontrò con James Mason con l'intenzione di fargli interpretare Kurt Dussander, ma l'attore morì per un attacco di cuore nel luglio del 1984 prima dell'inizio della produzione. Per lo stesso ruolo fu contattato allora Richard Burton, ma anche lui morì nell'agosto di quello stesso anno. Nel 1987 la produzione del film ripartì con Nicol Williamson nel ruolo di Dussander e il diciassettenne Rick Schroder nel ruolo di Todd; Alan Bridges iniziò a dirigere il film con una sceneggiatura co-scritta dai fratelli Ken e Jim Wheat. Dopo dieci settimane di riprese, il film dovette essere sospeso a causa della mancanza di fondi. Kubritz cercò di far riprendere la produzione e ottenne successo l'anno dopo, ma allora Schroder era diventato troppo grande per il ruolo. Quaranta minuti di pellicola utilizzabili sono stati eliminati.
Bryan Singer lesse per la prima volta L'allievo a 19 anni e, quando diventò regista, volle adattare il racconto in un film. Nel 1995, Singer chiese al suo amico sceneggiatore Brandon Boyce di adattare la storia in una sceneggiatura; Boyce paragonò l'opera a una rappresentazione teatrale, poiché era principalmente concentrata sui dialoghi di due persone in un ambiente chiuso. Quando i diritti originali per il film scaddero nel 1995, Stephen King fece causa per riottenerli indietro; Singer e Boyce gli inviarono una prima bozza della sceneggiatura, insieme a una copia del film di Singer I soliti sospetti del 1995, già concluso ma non ancora distribuito: King rimase impressionato dai loro lavori e concesse un compromesso per la realizzazione di un film. Singer apprezzò la possibilità di realizzare un film tratto da un lavoro di King in cui l'aspetto horror si basa sul terrore suscitato dai personaggi e non da eventi soprannaturali.
Singer descrisse la premessa del L'allievo come «uno studio sulla crudeltà». Si preparò alla realizzazione del film leggendo diversi libri, come I volonterosi carnefici di Hitler del 1996, il quale confermava la sua convinzione per cui i criminali di guerra nazisti non provassero rimorso per le loro azioni. Singer spiegò come il rapporto tra il giovane Todd con Dussander lo influenzi: «Mi piace l'idea della natura contagiosa del male… nel modo giusto, penso, è un concetto spaventoso». Il regista non considerò il film incentrato sull'Olocausto, ma piuttosto sulla crudeltà e sulla capacità di compiere azioni terribili, convivendo con esse e sentendosi autorizzati a farlo. A tal fine, Singer cercò di evitare l'uso palese di svastiche o altri simboli nazisti. Il regista era anche interessato a produrre il film per l'idea che «l'orribilità collettiva di quanto accaduto decenni prima in Europa possa in qualche modo insinuarsi attraverso l'oceano e il tempo, in un quartiere periferico nella bellissima California meridionale».
Dopo il successo de I soliti sospetti, Singer rifiutò l'opportunità di dirigere film come The Truman Show e L'ombra del diavolo, perseguendo invece L'allievo pur certo che non sarebbe stato un grande successo. Ian McKellen e Brad Renfro furono selezionati nei ruoli principali. Le riprese dovevano iniziare nel giugno 1996, ma a causa di disaccordi finanziari la data venne posticipata e successivamente annullata. La produzione fu salvata dalla Phoenix Pictures, che fornì al regista 14 milioni di dollari. Le riprese si svolsero ad Altadena, in California. Il nome e i colori della squadra di football presenti nel film sono gli stessi di quella di Singer, il quale ritenne di aver proiettato la sua infanzia nel sud della California.

## Analisi critica

### Ossessione per il nazismo e l'Olocausto
Lo scrittore Dennis Mahoney ritiene che l'ossessione per il nazismo e l'Olocausto sviluppati in L'allievo siano il risultato del legame paterno creatosi tra il criminale di guerra nazista Kurt Dussander e lo studente Todd Bowden. Tali legami sono comuni nelle opere di Stephen King: «La rappresentazione del male di King sembra spesso richiedere un legame attivo e illecito tra un uomo (spesso rappresentante una figura paterna) e un individuo più giovane, solitamente innocente, che viene iniziato al peccato». Nel film l'ambientazione nel 1984 evidenzia, oltre a un richiamo a Orwell, il momento nella storia americana in cui l'Olocausto viene trattato come un corso settimanale con poco approfondimento sulle motivazioni che hanno portato a esso. L'ossessione di Bowden per l'evento è un espediente chiave della trama, che mostra «come il passato abbia una presa indissolubile sul presente». Sebbene la storia diventi viva per Bowden, la percepisce attraverso i carnefici (vale a dire i nazisti) piuttosto che attraverso le vittime.
Mahoney afferma che il linguaggio funge da «veicolo per la corruzione del male», poiché Dussander racconta a Bowden storie sulle sue atrocità commesse nei campi di sterminio e Bowden, ascoltandole, diventa «un'estensione vampiresca del male» esibito da Dussander. La condivisione di tali avvenimenti porta entrambi ad avere incubi, che per il ragazzo sono «un passato che diventa sempre più presente», portando a uno dei motivi chiave del film: «è stata aperta una porta che non poteva essere chiusa», riferendosi alla confessione di Dussander sull'impossibilità di trattenersi nell'eseguire gli ordini. Ciò viene ripreso nella scena in cui Bowden costringe Dussander a indossare un'uniforme nazista e a marciare sotto i suoi ordini. A un certo punto il vecchio cade in una sorta di trance che lo porta a continuare meccanicamente a marciare nonostante Bowden insista per farlo fermare, emulando le premesse del poema di Goethe L'apprendista stregone in cui l'apprendista inesperto usa la magia per incantare delle scope senza riuscire a fermarle. La scena rappresenta «la svolta figurativa e letterale del film».

### Sadomasochismo, omoerotismo e omofobia
Mahoney osserva che nella rivisitazione di Bryan Singer del racconto di Stephen King vengono evidenziati il sadomasochismo, l'omoerotismo e l'omofobia. L'orrore del nazismo rappresentato in L'allievo è strutturato tramite "anormalità sessuale", e sono introdotte una serie di dicotomie binarie; una particolare dicotomia mostra il carnefice (mascolinizzato) accanirsi contro una vittima (femminizzata) e riflette le tensioni nascoste del film presenti nel rapporto tra Bowden e Dussander, in cui c'è un ruolo di potere reversibile. Mentre nel racconto le perversioni mostrate rappresentano misoginia, il film rappresentano «ambivalentemente omoerotismo e omofobia»; la misoginia viene rimossa lasciando intatto l'omoerotismo di fondo dei personaggi principali e il film espone la connessione tra l'omofobia e la rappresentazione delle vittime maschili dell'Olocausto.
Todd e Dussander vengono spesso inquadrati mentre sono estremamente vicini l'uno all'altro, come a sottolineare «un'intimità omoerotica punteggiata dal terrore del contatto con il mostruoso». L'omoerotismo viene enfatizzato tramite l'attenzione data al corpo giovanile di Todd, che viene spesso feticizzato tramite inquadrature e illuminazioni, similmente al feticismo del corpo femminile usato in film come Psyco. Ciò genera un dualismo in cui il ragazzo «è contemporaneamente pericoloso e in pericolo».
Quando Bowden consegna a Dussander un'uniforme delle SS da indossare e gli comanda di marciare sotto i suoi ordini, le richieste dello studente nel film vengono accentuate in un modo «dominante e voyeuristico». Lo stile di montaggio della scena della marcia nazista giustappone Dussander che marcia in uniforme e la reazione di Bowden, quest'ultimo inquadrato da una bassa angolazione come a riflettere la loro differenza sessuale; Bowden viene mascolinizzato come «il portatore dello sguardo [sessuale]», mentre Dussander viene femminilizzato come «l'oggetto di tale sguardo». Il taglio tra i due «corrobora una disposizione omoerotica delle immagini» che visualizza l'omoerotismo latente della scena nel libro. Quando Dussander accelera la sua marcia senza che Todd riesca a farlo smettere, la struttura di potere viene rotta radicalmente, in quanto Bowden perde il controllo del suo sadico potere sul vecchio.

## Riconoscimenti
- 1998 - Tokyo International Film Festival
  - Premio per il miglior attore a Brad Renfro
- 1999 - Saturn Award
  - Miglior attore non protagonista a Ian McKellen
  - Miglior film horror